# 蔡挺
蔡挺（1014年—1079年6月2日），字子正或子政，应天府宋城县人，北宋官员。

## 生平

### 早期仕途
景祐元年（1034年）中进士，调虔州推官。任满，因父蔡希言入蜀做官，请求代行，遂得授陵州团练推官。曾任庆州推官。王尧臣安抚陕西，辟管勾文字。庆历二年（1042年）七月，富弼出使辽朝，奏以蔡挺随从，到雄州，发现誓书内容与自己出发时得到的口谕不同，怀疑被宰相陷害，遣宋诚、蔡挺回朝去中书省向宰相说明。宋仁宗欲知契丹事，召蔡挺于便殿问对，蔡挺当时遭遇父丧，获准着短袖单衣（士大夫闲居时装扮）相见。仁宗又诏问富弼，得知了事情的始末。

### 博州均税
范仲淹宣抚陕西、河东，庆历四年（1044年）奏蔡挺管勾陕西、河东宣抚机密文字、通判泾州，徙鄜州。任上修建保大军楼。蔡挺诡谲多计，人莫能得知其真实想法，每得到范仲淹等的机密事，就泄露给宰相吕夷简作为自己的人情。河北多盗贼，朝廷精选各郡郡守，以蔡挺知博州。蔡挺申饬属县加强保伍制度，捕获居停奸盗者数人，缓其债务，补为吏，派他们警戒，每次有盗贼发作都被捕获。又平均了博平、聊城二县税，每年盈余巨万。三司在各地推广蔡挺治理的方法，但大抵都是增赋。沧州百姓不认同蔡挺的治理办法，诏令沧州治理办法如故。

### 治河被罢
皇祐二年（1050年）十二月，蔡挺与勾当河渠事杨纬受命修六漯河，用李仲昌议，塞北流入六漯。四年（1052年）二月，诏时任河北安抚转运使、知博州蔡挺与入内都知张惟吉同议六塔河利害。
至和元年（1054年）三月，蔡挺以度支员外郎被任为新设立的提点京畿刑狱官。又被任为开封府推官、提点府界诸县公事。二年（1055年）十二月，蔡挺与都大修河制置使施昌言及都大提举河渠司勾当公事、太常博士杨伟同管勾修河。
嘉祐元年（1056年）五月，知谏院范镇上疏劝仁宗立储，宰相文彦博派蔡挺问范镇说了什么，范镇如实相告。次日，蔡挺问范镇说这种事为什么不和宰相商量，范镇说：“我范镇自认为必死才敢言，若和宰相商量，宰相以为不可，就能中止吗？”
先前，同年四月，有一天晚上黄河又决口了，士兵、民夫、粮食、用于堵塞决口的竹木草石被冲走的不可计算。六月，蔡挺降为知滁州，殿中侍御史赵抃以为处罚太轻，翰林学士胡宿更奏请斩李仲昌、蔡挺等以谢河北，于是十一月，蔡挺贬秩停官。

### 虔州治盐
蔡挺后来因祫享获赦，刚稍得起用为知信州、屯田员外郎，监察御史里行王陶就奏称他先前治河失败使得灾民至今受害，于是在嘉祐五年（1060年）正月又降为知南康军，后改任知南安军，常上疏陈说利害，七年（1062年）二月又升为提点江西刑狱，提举虔州盐。从大庾岭以下南到广州，驿路荒远，罕有人烟，往来无所庇护。蔡挺兄蔡抗时为广东转运使，兄弟俩合谋，教导百姓在道路两旁种植松树，让行人休息。江闽私盐贩子动辄有千百人为害州县，蔡挺谕所部约定期限让他们上交器甲，赦免其罪，得到兵械以万计。官盐差而价贵，私盐贩子的盐好而价低，故私人贩盐之风日长。蔡挺令百姓把私藏的兵械给巡捕吏卒；贩卖黄鱼时所持笼夹带盐不及二十斤、徒众不足五人、不带兵器的，只收钱而不逮捕；选拔僚吏到淮河流域运转新盐，增为十二纲，每纲二十五艘；以赣江道险，议令盐船三年一换，明确以盐纯杂增减为纲官、舟人的赏赐标准；以官数之余给漕舟吏卒，官府再半价购盐。于是私盐贩子团体破散，宿来的弊政灭绝，每年增加卖盐四十万。蔡挺又降低米价，每年存粮增到三百余万斤，于是取消职方员外郎黄炳等先前议定设立的买盐专款。先前汀州人想卖盐，都先在山谷中打鼓，召愿从者与他约定日期，经常数十百人一起去。蔡挺治下，州县督责耆保，如有击鼓者就捕送官府，盗卖盐者稍稍畏缩。朝廷以蔡挺为能，留任江西，治平元年（1064年）四月理转运使资序，数年后才调任。久后，江西盐政皆如虔州。
后来熙宁三年（1070年）七月，权提点江西刑狱张颉上疏论说蔡挺治盐之法已被废除十分之五六，官盐又掺沙了，岭南私盐恐怕要入境了。诏令恢复蔡挺时的盐法。

### 环庆守边
治平初年，改陕西转运副使，上书论御戎攻守大计，于是治平二年（1065年）十二月得以由陕西转运副使、司封员外郎进位为工部郎中、直龙图阁、知庆州，为环庆经略安抚使。治平三年（1066年）九月，西夏入侵，蔡挺尽聚集边户入保，戒诸寨不要出战。夏主嵬名谅祚亲率军数万攻大顺，蔡挺料到大顺城坚不可攻破，而柔远城处境险恶，急忙遣副使总管张玉率锐师守之，命近边熟户入保清野，令各寨不要迎战；并预先在大顺城旁水中布下铁蒺藜，夏骑兵渡水时多被绊，惊呼有神。三日后，夏军不能克大顺城，谅祚督帐下决战，蕃官赵明与官兵合击之，蔡挺在战壕外伏下强弩八列，内殿崇班林广以飞矢射穿谅祚铠甲将其射伤，夏军于是撤退，转攻柔远，张玉趁夜袭营，夏军惊扰溃逃。宋英宗遣中使赐蔡挺手诏以为慰劳。环州熟羌思顺举族投谅祚，被倚为向导。蔡挺宣言思顺将复归，命修葺思顺旧舍，出兵西向作迎候状。谅祚果然怀疑思顺，将其毒死。
治平四年（1067年），宋神宗即位，三月，蔡挺奏请筑城马练平为荔原堡，分属羌三千人守之，获准。加天章阁待制、知渭州。让在籍禁兵回本府，不使有隐藏的军队。建勤武堂，五日一训，偏伍钲鼓之法完备。在军中训练劲卒，遇到需要用奇兵时，将他们另外设为一队。练兵时常好像敌寇来了一样。当时朝廷缺兵，诏募三千人。蔡挺奏称士兵不必补，并规划以泾、渭、仪、原四州义勇分五番，每番三千人，参与防秋、防春，分别在八月和正月十五日集合，四十五日后解散。熙宁初年，建议在白塔筑城，韩琦准许了。三年（1070年）六月，王安石请求罢免知秦州李师中，神宗想改以知延州郭逵代任，曾公亮说延州不可以缺人；神宗又想改任蔡挺，众人不赞成，王安石说不如任用郭逵。于是神宗任殿前都虞候、邕州观察使、秦凤路副总管窦舜卿知秦州。七月，枢密使吕公弼将罢，神宗商议代任者，曾公亮、韩绛极力推荐司马光，神宗迟疑未决，开始欲用右谏议大夫枢密副使冯京，又欲用蔡挺，然后想一并用冯京、司马光，最后只任命了冯京。同月，王安石进呈蔡挺请求以义勇为五番教阅之事。神宗担心枢密院不肯，王安石说只要神宗肯推行就无人能阻拦。蔡挺选艺精者迁补官职，给官马，月廪、时帛、郊赏都与正规军相同。每年省下粟帛、钱缗十三万多。募人耕种边地耕田千八百顷，以益边地储粮。取边民阑市蕃部田八千顷给弓箭手。又在定戎军筑城为熙宁砦，开垦沃土二千顷，募三千弓箭手耕守之。曾上言陕西公使赠酒要经过二十多个驿站才能送到，道路烦苦。诏禁之。渭州钤辖周永清以李靖之法练兵，蔡挺嘉其队伍严整，画图献上，诏令推行于诸道。每年省下粮八万石、料钱六千余缗、春冬衣万五千匹、绵三万七千两。任上曾携归一份《诅楚文》刻石。
八月，神宗与宰相们商议改任时任宣徽南院使、静难军留后、判延州郭逵，曾公亮说郭逵如被改任必定不乐，神宗说：“蔡挺都转官了，郭逵为什么不可以？”王安石也同意郭逵移镇，文彦博反对，但神宗仍加郭逵检校太尉、改雄武军留后。同月，神宗单独与王安石论政，王安石说神宗曾说蔡挺亦可用为两府官员。
十二月，间谍报告西夏军在胡卢河，蔡挺出奇兵迎击之。夏军溃，蔡挺分诸将追杀，灭其七族。进右谏议大夫，赐金帛三千。夏军复来犯诸砦，环州、庆州兵不能御，蔡挺遣张玉率万人去解围。庆州军变，蔡挺讨平之，进龙图阁直学士。广锐卒徙营，众人害怕搬迁，欲作乱，城中震扰，蔡挺推斩首恶十九人，于是徙营。秦凤路奏称西蕃董氊乘虚深入西夏，俘虏很多。朝廷赐董氊诏书、衣服、鞍马。蕃部遇到荒年，把田典当给弓箭手，一旦过期不赎回，田就被弓箭手所得了。蔡挺为他们借贷官钱，年息十分之一，后遂得推广为蕃汉青苗、助役法。蔡挺又以自身创意制造渡河大索及兵械镰枪，皆获用。
熙宁四年（1071年）三月，蔡挺加龙图阁直学士，获赐手诏：“庆州兵叛，不至猖獗，泾原之力也。”四月，韩绛奏：他先前去渭州与蔡挺商议边境军情，说到环、庆兵寡弱，应分别增兵三五千人，再调东兵二万于同、耀州、河中凤翔府，按粮草所在地分别屯扎；蔡挺愿亲自将邠、宁州经营为四路行营驻军之所，不领逐路公事，只兼提举城池守备，及用于应援的出战兵马，侦察敌军是否聚集，如一路被来犯，就领所率军二万或从邻路追回士兵赶来，与本路兵一同出战，汉、蕃兵会合，分守要害，令诸城寨清野坚壁，乘敌军疲惰就袭击，此法比庆历以前陕西增兵数更少，也更节约和易办。韩绛认为蔡挺真的有才谋，处置一路边事，训练抚遏，恩威并行，观其策画也竭忠尽力，希望朝廷召蔡挺入朝。王安石认为一旦边事专委于蔡挺，则蔡挺必为本路打算太多而不利于其他诸路，于是韩绛奏疏无果。五月，权陕西都转运使谢景温奏称蔡挺曾知庆州，抚御得宜，泾原士马完整，威声已振，建议让蔡挺复任庆州，朝廷可高枕无忧，蔡挺是消除兵变的不二人选。王安石反对，认为庆州士兵人心未定，一旦换主更加人心惶惶。于是谢景温奏疏也无果。六月，蔡挺上言新知泾州刘涣先前知此泾州时就贪残不公，军民怨苦，如今听闻刘涣又来就任，无不忧惧，请求罢免刘涣而另外选择称职者。诏刘涣改知澶州。同月，河中府请求指挥训练军马衣甲。神宗批道：令曾公亮负责，如近处州军不足，就于邠、泾等州取兵，如又不足，令蔡挺负责，且蔡挺近日奏已置办器甲，蔡挺本路支用必然有余。
宋神宗曾在召对陕西转运副使张诜时说：“朕未识卿，每次看阅奏章时，只有卿与蔡挺有所论请，使人了然。不久当任你为帅。”
熙宁五年（1072年）正月，蔡挺上言：“泾原勇敢三百四十四人，久不练习，徒有虚名。臣委二将领每季一点阅，观察其骑射，补有功者以为队长，募曾历战阵的极塞博军子弟补阙。增募熟户蕃部以为‘蕃勇敢’，共一千三百八十人，骑一千一百九十四匹，挽弓一石，驰逐击刺如法。其有功者受勇敢下等俸禄，其余一旦被调发，则每人给俸禄三百，多给刍粮。”诏诸路按蔡挺所言推行。王安石奏请减少戍卒，冯京奏称边疆守臣中只有蔡挺奏请减少戍卒。二月，蔡挺上言：“西事定，宜罢三将训练万五千军马。”王安石、神宗、文彦博都赞成，神宗于是令罢两将，留河中一将。

### 入为重臣
蔡挺自认为有功，却久留边疆，郁郁不得志，作词曲言志，有“玉关人老”之句，中使到了平阳，蔡挺让优伶唱自己所作词曲，宫中得知，京城盛传。神宗也怜悯了，对吕公弼说：“蔡挺欲归。”于是在熙宁五年二月拜蔡挺为枢密副使。一说因与曾公亮结姻而得以越次升官。
蔡挺子大理寺丞蔡天申被任为西京察访，以南资福院为行台，仗着父亲的势力，擅自作威作福，震动一路。
三月，神宗对王安石说：“听蔡挺之言，义勇已胜东军，只是不及土兵罢了。”王安石说：“要胜过土兵有何难？陛下且督责诸路，令教义勇，到年末遣使巡按，各具所试武艺帐奏，就可见诸路勤怠精粗了。”
四月，诏蔡挺先进教阅阵图。蔡挺请求由殿前马步军、诸路总管司按职位给诸军发粮食，一般军分一个州，不足的由邻近州安排，获准。知庆州王广渊上言请求让鲜于师中经营宋夏边境的浪斡、臧嵬部落的新开耕地，文彦博、冯京、吴充为此去问蔡挺，蔡挺说地已经耕了，之前买下的地都不可以种了，只是有名分而已。神宗问此事时说蔡挺必知明细，蔡挺答自己离开庆州后，浪斡部才归宋，他听闻官买的地不堪耕作，耕作的都是蕃人的地。王安石认为蔡挺所知止于传闻，可派鲜于师中查验。蔡挺认为应该先定宋夏疆界，这些争议地区有数个山寨，是必争之地。最后神宗委王广渊处理此事，王安石也认为不需要再派鲜于师中，最后这些地区被退给西夏。
神宗曾将斩马刀装在匣子里给蔡挺看，镡（古代剑身与剑柄连接处突出的部分）长尺余，刃三尺余，刀首为大环，蔡挺说它制作精良便于击打，是战争利器；于是五月，神宗命宦官领工匠造数万口赐给边臣。当月，宋神宗问蔡挺泾原训兵之法，召部将问对于崇政殿，以为善，下令诸郡以为常法。
枢密院吏李评曾因擅改蔡挺文字被神宗严厉训诫，申诉称自己不知道蔡挺已经拟定了才改数十字，认卤莽之罪，神宗令枢密院免其罪，王安石反对，认为奏章上有枢密院使副押字，李评如何不知，而且李评改蔡挺文字也不是第一次擅自改动文字了。于是李评被贬。六月，奄东熟户久不顺命，不听招呼，管勾秦凤缘边安抚司王韶遣权通远军都监王存等破之，秦凤路经略司上报为他们求赏，王安石认为应该厚赏，文彦博认为打族帐不应该用军功赏格，神宗说赏赐无常，轻重视功而定。蔡挺说：“和捉贼相比赏赐不算厚，以此比捉贼，则其功劳岂不过于捉贼吗？”神宗说：“王中正言说洮河以西未有朝廷明降指挥许招纳。”蔡挺说：“乘今机会，破竹之势，正可厚以金帛、官职招纳，然王韶新败，不敢放开手脚谋划，需要朝廷谕意。”神宗于是令中书、密院谕意。王安石依然厌恶李评，继续弹劾他擅改文字，神宗虽然庇护李评，仍令李评不再管勾阁门。
七月，王韶声言蕃部蒙罗角抢夺西域般擦，又不肯内附，请求讨伐。文彦博反对，王安石认为只要对方内附就可以不再讨伐，蔡挺也认为不宜数次诛讨新依附者，必致其惊疑。神宗默然。神宗要给权秦凤路钤辖、阁门通事舍人高遵裕加职名，说高遵裕想要御带，文彦博说只有总管才能有御带，蔡挺说：“这是要为将来任他为总管打下基础，总管就是管军的。”最后神宗赐高遵裕御带。
知雄州张利一被弹劾，闰七月，神宗问谁可代之，王安石说皇城使、端州团练使、枢密副都承旨李绶可使。神宗不认可，吴充说：“李绶曾与安石同官。”王安石说：“他与臣及蔡挺同官，虽多顾惜人情，然武臣中如绶者亦少。”于是神宗以李绶知代州，代冯行己，改用冯行己知雄州。
蔡挺奏称泾原路彻底清查典买番部、陇山土地及勾当官吏等。八月，神宗赏赐相关官吏。神宗怀疑郑州废置不妥，蔡挺说：“人们害怕保甲上番，故害怕隶属畿县罢了。”后来十二月，复设郑州。八月，枢密院欲令雄州牒涿州理会送纳字，王安石和文彦博争执，蔡挺说：“此必是契丹朝廷意指，涿州何敢如此？”同月，蔡挺又上言王韶经制洮河，宜止杀招降，但神宗认为强寇必须讨平。雄州又报称契丹巡马又过河。枢密院以为必将夺取雄州口铺之地，蔡挺认为应该先辨明敌情，必须由契丹使者说谕，担心契丹有深谋。王安石认为契丹不可能劳师动众只为了一口铺，建议神宗经略西夏，则契丹不敢争地。神宗诏令镇洮军修城，令于冻前完工，如役人少，速以官钱募人，并多方招抚未归顺蕃部，早令安帖。蔡挺请求发成、陇等州义勇助修镇洮城。王安石认为义勇需要休息，人心需要安定，且从下令到义勇到位需要四十天，肯定帮不上忙，宁可花十数万贯钱就近雇人，神宗以为然。
九月，雄州说契丹欲发兵来立口铺，文彦博、蔡挺等想等其来了再拆。神宗担心契丹不肯罢休，就需要用兵，蔡挺说：“不得已须用兵。”当月李舜举上言契丹无意立口铺，并说到乡巡弓手扰害百姓，归罪于张利一，但罢撤乡巡弓手必须和契丹商议。蔡挺认为先前张利一失察导致赵用擅自入契丹境内，是契丹占理；如今宋朝占理，契丹未必肯来商议。于是张利一又被贬为皇城使、达州刺史、卫州钤辖。
神宗对宰相们说：“王韶初经制镇洮，异议纷更之际，只有高遵裕（时任西上阁门使、荣州刺史）能协力，想给他一个都钤辖的名目，如何？”王安石说：“即使给权总管也无害。”蔡挺说：“若如此，即当罢知通远军，自古以来没有总管离开帅府知军州的。”神宗和王安石认为无妨，十月，以高遵裕知通远军兼权熙河路总管。
神宗曾批翰林侍读、给事中、知定州滕甫到十二月任满二年，可令取旨。宰相们进呈后，神宗问：“谁可代滕甫？或且令他再任。”蔡挺说：“河北诸镇与陕西不同，二年为一任，推恩太优，不如三年一任。”王安石建议从此改为三年一任，滕甫仍依旧例推恩。神宗从之，以滕甫为礼部侍郎。当月，权监察御史里行张商英弹劾枢密院检详官刘奉世党庇犯罪亲戚、院吏任远恣横私徇十二事，文彦博、吴充、蔡挺三位枢密副使因而都不入枢密院，遣官吏送官印到中书省请辞，中书省不受。神宗遣使促文彦博等入院，文彦博等自称被弹劾包庇罪犯及漏泄皇帝的话，请求上章有司辩白，处置自己的违命之罪。神宗为难，王安石认为张商英弹劾不成立，是报复枢密院，于是神宗贬谪张商英为光禄寺丞、监荆南税。
十二月，蔡挺得景思立书信称杀入武胜军，若非有粮就打败了，神宗问如今是否有备，王安石认为无虞。
熙宁六年（1073年），宋军与蕃部交战，秦凤等路都转运使蔡延庆牒张守约令留千兵守二堡，以三千赴救王韶，开道路。张守约奏请催促军须所牒如前，认为二堡不足守，王韶以精兵万人尚为敌所扼，率三千人去恐怕败事，故不敢依军须所牒，想领五千人前去。蔡挺说张守约当黜，其事与高涣相似，才见敌军就逗遛避事，不黜无以御将帅。王安石认为张守约并非避事不去。蔡挺认为即使对兵力有异议也应该和高遵裕商量，高遵裕就是节制张守约的人。文彦博说并无高遵裕牒文。蔡挺坚称张守约当黜，神宗笑道：“守约非不行，是要尽率兵去。”蔡挺、冯京都说张守约不应多要兵，王安石为张守约辩解。蔡挺又争道：“经略使被围，三百人亦当去，三千人不肯去？”王安石认为张守约不应遵守牒文，神宗也认可。枢密院举王韶的例子问如果经略总管不在本州，当令何人权且节制。神宗认为蔡延庆不该干预节制，应由高遵裕节制。王安石认为朝廷置官，各有职分。蔡挺说：“经略使出，副总管一面指挥兵马，从未有此例。”说自己巡边时，副总管不敢行文书。王安石仍认为无妨。神宗想任高遵裕，蔡挺说：“恐怕王韶已前往康乐城，高遵裕未知所领职分。”王安石认为无妨。二月，宋军得胜收复河州，侍禁田琼战死。三月，王韶奏田琼所部兵亦斩获三百余级，但导致主将战死，欲不赏。蔡挺认为这些士兵非田琼亲兵，当赏。王安石认为应该明告谕因有功特赦罪，不赏，足以明法。又议及田琼亲兵，蔡挺说：“李宪想都不赏赐。”王安石认为不应该以主将丧命为由不赏反而加罪，建议由王韶下令推问田琼左右前后兵级，能救田琼而不救的听候裁决，其余有功者令依例从速保明闻奏。神宗从之。蔡延庆自劾仓猝之间擅自指挥军事，请罪。众臣认为他无罪。蔡挺说：“事贵神速，若高遵裕要征讨岷州，王韶不在本司，就指挥出兵，如何？”王安石认为出兵不应该失去良机，不应出兵而妄举兵是不可的。文彦博也以为然。四月，诏：诸路都总管遇到出入本司兵马机速事，不及申禀的，可以由副总管专行。先前王韶与李宪连奏河州事，蔡挺问功状是只下达王韶还是一并下达李宪，神宗令只下王韶，王安石也同意。后王安石又论李宪独奏边事及与王韶连奏经略司事皆不是按体制所为，文彦博也以为王韶不当如此。神宗令指挥李宪不要写信汇报经略司事及独自奏报。蔡挺说如此李宪奏事不得了。神宗说：“宪自要奏事无妨，但不当独奏及连奏经略司兵事。”王安石以为蔡挺作奸。
四月，蔡挺子蔡朦写信给蔡挺，说王韶修城非在要冲，又多杀羌人而无补，并言及王韶其他事。蔡挺大都对神宗说了，王安石说：“蔡朦等皆不喜欢王韶，王韶才举事，恐怕被众人窥觇，难以成功。”王珪也说蔡延庆及蔡朦都留在熙河就可以了。王安石请遣归蔡朦，神宗从之。文彦博曾上言：“议者多欲赋牧地与民而敛租课，散国马于编户而责孳息。乞朝廷裁察。”蔡挺也认为应该以收牧地赋民，仍请求淘汰诸监不堪配种的军马，衡量留支填马铺、厢军人员外，并发赴河北等路州军估卖。当月，诏元绛、吴审礼、蔡确详定以闻。
五月，蔡挺子权发遣荆湖南路转运副使蔡烨措置梅山、武冈猺人有功，朝廷议及赏格，神宗令不升任、除馆职。蔡挺辞蔡烨恩命。当月，知梓州李曼被弹劾，邓绾辩护，称得到张荀龙私发书信。蔡挺说张荀龙在远方只能把书信给自己代为转达，而邓绾救李曼是私心。
六月，蔡挺奏上知渭州王广渊书信，信上说：“本路弓箭手昨还自洮西，人力疲顿，今若复往攻城，恐非所堪。”神宗不满王广渊，切责之，让众臣也写信劝诫他。
七月，龙猛军级经章惇出头，请求于懿州、洽州效用。蔡挺担心禁军别有结连。王安石说自有法律处置。东上阁门使、河州刺史景思立转四方馆使、河州团练使，蔡挺说：“若转团练使就增加一百贯料钱，可惜。”王安石认为能办事的将吏难得，一年增加一千二百贯钱极易，不足惜。神宗以为然。八月，枢密院拟派蔡天申与管勾外都水监丞程昉及屯田司同去详细度量规划建造堤坝，王安石明言不可用蔡天申，于是派了转运使李南公。
九月，王安石警告神宗称蔡挺力挺景思立，陷害王韶。神宗行郊礼，命王安石为奉安太一使，枢密使陈升之、参知政事冯京、王珪、枢密副使吴充、蔡挺为前导官。两浙盐事司请增兵千人，诏发开封府界、京东兵各五百人。王安石上言两浙自去年至今半年间所增盐课四十万，今又增二十五万缗，而本路欲用四万募兵，增置巡检，甚为妥当。蔡挺以为不可，皮公弼、冯鼎也反对，王安石理论利害，于是其奏议得以通过。
七年（1074年）二月，王韶以知熙州、端明殿学士、兼龙图阁学士为资政殿学士、兼制置泾原秦凤路军马粮草，请王安石弟王安礼、蔡天申为帅府勾当，王安石以为不可。神宗说王韶此意不过是希望执政大臣们协力。王安石认为如果子弟不在军中就不肯尽心国事的都是奸臣，不可以为执政，神宗说这是因为王韶不了解王安石。当月，景思立战死，神宗开天章阁询问执政宰相，蔡挺请求去前线。神宗说：“此小事，不足烦卿。河朔有警，卿就当行了。”五月，王安石荐章惇可用知瀛州，陈升之也欲用章惇，神宗说章惇只能作吏文；当时曾知瀛州的同提举在京诸司库务韩缜尚未出使，神宗欲复令其还任；王安石说章惇非韩缜所及，蔡挺说韩缜在瀛州非理惨虐；神宗最终同意用章惇。九月，辽朝与宋朝商议云中地区划界，蔡挺请求罢去边境戍卒，以示无事，并请求置三十七将，其中京畿七、河北十七、京东十、京西三，皆获准。
蔡挺曾请求立法，沿边逃亡满三日的士兵处斩。王安石不同意，最后神宗诏增为满七日处斩。
蔡挺反对王安石变法。
王珪曾作《依韵和蔡枢密岷洮恢复部落迎降》；王安石曾作《和蔡副枢贺平戎庆捷》《和蔡枢密孟夏旦日西府书事》。

### 病罢去世
当年十二月，奏事殿中，发风眩病扑倒在地，内侍扶他去西厢，神宗亲临赐药，从殿中肩舆归府。从此屡次请求罢官，诏给优假治病。蔡朦时为永兴军路转运判官，诏令其乘驿诣阙。蔡挺上言：子蔡烨任太常丞、直集贤院、权发遣荆湖南路转运副使，出继兄蔡抗，如今蔡抗已有子蔡潜钦，请求令蔡烨复归本宗再罢官。诏蔡烨归宗，不追回官职。不久以蔡朦权发遣户部判官。次年（1075年）正月蔡挺罢为资政殿学士、判南京留司御史台。
三月，因熙宁六年四月文彦博、蔡挺所奏，诏废沙苑监隶群牧司、其余八监及河南北两监牧司。
七月，神宗批：“检取熙宁初始定兵额文字进入。”王安石说：“中书省每取兵数，料兵食，都是常事。之前蔡挺令人传语，不敢公然送去，要秘密写。这是因为枢密院曾得旨，若中书取兵数，就具奏的缘故。”趁机请求从此例应报，神宗从之。
元丰二年（1079年）五月，薨，年六十六。赠工部尚书，谥敏肃。

## 作品
- 《裕陵边机处分》一卷
- 《教阅阵图》一卷[87]
- 《喜迁莺·霜天秋晓》：

“霜天秋晓，正紫塞故垒，黄云衰草。汉马嘶风，边鸿叫月，陇上铁衣寒早。剑歌骑曲悲壮，尽道君恩须报。塞垣乐，尽櫜鞬锦领，山西年少。
谈笑。刁斗静，烽火一把，时送平安耗。圣主忧边，威怀遐远，骄虏尚宽天讨。岁华向晚愁思，谁念玉关人老？太平也，且欢娱，莫惜金樽频倒。”

## 影响
元祐四年（1089年）五月，诏赐蔡挺神道碑以“显忠”为额。
知应天府赵君锡曾在清明节出郊外，准备礼仪祭奠杜衍、张昪、张方平、赵概、王尧臣、蔡抗、蔡挺的坟墓，邀七家子孙陪祭于侧，时人传颂其义。
淳熙六年（1179年），知遂宁府李焘用蔡挺在泾原的衙教法，辟勤武堂，亲阅士卒，修营聚集杂居于市者。

## 评价
- 王称《东都事略》：蔡挺以边臣用。[2]

## 家庭

### 子
- 蔡天申
- 第四子蔡烨，曾出继蔡抗，后归宗
- 蔡朦

## 延伸阅读
[在维基数据编辑]
 《宋史·卷328》，出自脱脱《宋史》